# Neshoba County
Das Neshoba County ist ein County im US-Bundesstaat Mississippi. Das U.S. Census Bureau hat bei der Volkszählung 2020 eine Einwohnerzahl von 29.087 ermittelt.
Der Verwaltungssitz (County Seat) ist Philadelphia, das nach der gleichnamigen Stadt in Pennsylvania benannt wurde.

## Geographie
Das County liegt etwas nordöstlich des geographischen Zentrums von Mississippi, ist im Osten etwa 70 km von Alabama entfernt und hat eine Fläche von 1481 Quadratkilometern, wovon vier Quadratkilometer Wasserfläche sind. Es grenzt  an folgende Countys:
|              | Winston County |               |
| Leake County |                | Kemper County |
|              | Newton County  |               |

## Geschichte
Neshoba County wurde am 23. Dezember 1833 aus Teilen des Choctaw-Landes gebildet. Benannt wurde es nach dem indianischen Wort für Wolf.
Am 21. Juni 1964 wurden die drei amerikanischen Bürgerrechtler James Earl Chaney, Michael Schwerner und Andrew Goodman im Neshoba County durch Ku-Klux-Klan-Mitglieder ermordet. Der Film „Mississippi Burning – Die Wurzel des Hasses“ von 1988 basiert auf diesen Ereignissen.

Fünf Bauwerke und Stätten des Countys sind im National Register of Historic Places eingetragen (Stand 2. Februar 2018).

## Demografische Daten

Alterspyramide des Neshoba Countys (Stand: 2000)

Nach der Volkszählung im Jahr 2000 lebten im Neshoba County 28.684 Menschen in 10.694 Haushalten und 7.742 Familien. Die Bevölkerungsdichte betrug 19 Personen pro Quadratkilometer. Ethnisch betrachtet setzte sich die Bevölkerung zusammen aus 65,50 Prozent Weißen, 19,33 Prozent Afroamerikanern, 13,80 Prozent amerikanischen Ureinwohnern, 0,19 Prozent Asiaten, 0,02 Prozent Bewohnern aus dem pazifischen Inselraum und 0,34 Prozent aus anderen ethnischen Gruppen; 0,81 Prozent stammten von zwei oder mehr Ethnien ab. 1,16 Prozent der Bevölkerung waren spanischer oder lateinamerikanischer Abstammung, die verschiedenen der genannten Gruppen angehörten.
Von den 10.694 Haushalten hatten 34,9 Prozent Kinder unter 18 Jahren, die mit ihnen lebten. 52,5 Prozent waren verheiratete, zusammenlebende Paare, 15,6 Prozent waren allein erziehende Mütter und 27,6 Prozent waren keine Familien. 24,7 Prozent aller Haushalte waren Singlehaushalte und in 11,5 Prozent lebten Menschen im Alter von 65 Jahren oder darüber. Die durchschnittliche Haushaltsgröße lag bei 2,63 und die durchschnittliche Familiengröße bei 3,11 Personen.
28,2 Prozent der Bevölkerung war unter 18 Jahre alt, 9,0 Prozent zwischen 18 und 24, 27,0 Prozent zwischen 25 und 44, 21,6 Prozent zwischen 45 und 64 Jahre alt und 14,2 Prozent waren 65 Jahre oder älter. Das Durchschnittsalter betrug 35 Jahre. Auf 100 weibliche kamen statistisch 91,1 männliche Personen und auf 100 Frauen im Alter von 18 Jahren oder darüber kamen 88,3 Männer.

Das durchschnittliche Einkommen eines Haushaltes betrug 28.300 USD, das einer Familie 33.439 USD. Männer hatten ein durchschnittliches Einkommen von 28.112 USD, Frauen 19.882 USD. Das Prokopfeinkommen lag bei 14.964 USD. Etwa 17,9 Prozent der Familien und 21,0 Prozent der Bevölkerung lebten unterhalb der Armutsgrenze.

## Städte und Gemeinden
| - Bogue Chitto1 - Burnside - Choctaw - Neshoba | - Pearl River - Philadelphia - Stallo - Tucker | - Union2 - Williamsville |

1 – teilweise im Kemper County

2 – teilweise im Newton County